# Cynthia virginiensis
Cynthia virginiensis är en fjärilsart som beskrevs av Dru Drury 1773. Cynthia virginiensis ingår i släktet Cynthia och familjen praktfjärilar. Inga underarter finns listade i Catalogue of Life.